# José Boente Sequeiros

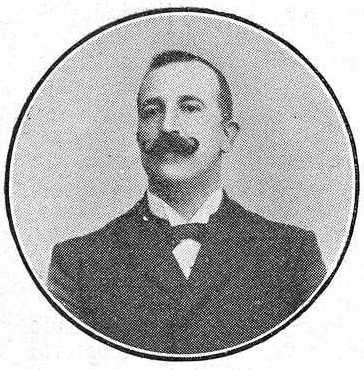
José Boente Sequeiros, retrato en Vida Gallega, 1910.

José Boente Sequeiros (Salceda de Caselas, 2 de septiembre de 1860-Pontevedra, 18 de enero de 1944) fue un abogado y político español.

## Trayectoria
Hijo de José Santiago Boente Leiras. Estudió el bachillerato en el Instituto de Pontevedra y colaboró en El Estudiante. Estudió Derecho en la Universidad de Santiago de Compostela (1881-1885). Instaló bufete de abogado en Pontevedra. Vinculado al Partido Liberal y dirigente de los partidarios de Montero Ríos siendo uno de los apoyos de Eduardo Vincenti, fue diputado provincial (1898-1930) y el 24 de abril de 1901 fue elegido presidente de la Diputación de Pontevedra. Formó parte de la comisión redactora del apéndice de derecho foral gallego para el Código Civil. En 1907 promovió el periódico El Progreso y colaboró en el Diario de Pontevedra. Fue gobernador civil de Cáceres (1905), Pontevedra (1905-1907 y 1909-1911), Zaragoza (1911), La Coruña (1916), Sevilla (1918), y Canarias (1919). Fue diputado provincial por el Colegio de Abogados en 1930.
Casado con Carmen Álvarez, fue padre del arquitecto César Boente Álvarez, que murió en Zaragoza el 23 de agosto de 1920, víctima de un atentado sindicalista, y del periodista y escritor José Boente Álvarez.

### Otros artículos
- Diputación de Pontevedra
- El Progreso (1907)

| Predecesor: Gumersindo Otero García | Presidente de la Diputación de Pontevedra 1901-1903 | Sucesor: José María Vidal González |

- Datos: Q12390989
- Multimedia: José Boente Sequeiros / Q12390989